# Axiodes bipartita
Axiodes bipartita är en fjärilsart som beskrevs av W. Warren 1914. Axiodes bipartita ingår i släktet Axiodes och familjen mätare. Inga underarter finns listade i Catalogue of Life.